# Индукција конфликта
Индукција конфликта је техника у којој се чланови групе наводе на активну конфронтацију, дебату и изградњу нових савеза или односа. Ова техника је ефективна код особа које хабитативно избегавању конфликте и социјално непријатне ситуације и одржавају „статус кво” који је нездрав за њих, за чланове њихове породице и за друге чланове групе.